# Nolina greenei
Nolina greenei ist eine Pflanzenart der Gattung Nolina in der Familie der Spargelgewächse (Asparagaceae). Ein englischer Trivialname ist „Woodland Beargrass“.

## Beschreibung
Nolina greenei wächst stammlos und bildet robuste Horste von 1 bis 2 m Durchmesser. Die variablen, grasähnlichen, kräftigen, hellgrünen, faserigen, konkav-konvexen, auf den Boden herabfallenden Laubblätter sind 40 bis 120 cm lang und 4 bis 8 mm breit. Die Blattränder sind fein gezähnt oder glatt.
Der in den Blättern verzweigte Blütenstand wird 0,3 bis 0,7 m lang. Die weißen Blüten sind 2 bis 3,5 mm lang. Die Blühperiode reicht von Mai bis Juli.
Die in der Reife holzigen, gedrückten Kapselfrüchte sind 4 bis 6 mm lang und breit. Die braunen, kugelförmigen Samen sind 3 bis 3,5 mm im Durchmesser.
Nolina greenei ist frosthart bis minus 18 °C. Sie ist kaum bekannt.

## Verbreitung und Systematik
Nolina greenei ist in den US-Bundesstaaten New Mexico, Colorado und Oklahoma in begrenzten Gebieten in Höhenlagen von 1400 bis 2100 m verbreitet. Sie wächst in sandigem und steinigem Boden auf flachen Hügeln und ist vergesellschaftet mit Yucca harrimaniae subsp. neomexicana, Cylindropuntia imbricata und anderen Kakteen-Arten.
Nolina greenei ist ein Mitglied der Sektion Erumpentes. Sie ist extrem selten und wächst auf Privatgelände in einem begrenzten Gebiet im Dreiländereck der US-Bundesstaaten New Mexico, Colorado und Oklahoma. Das Erscheinungsbild ähnelt Nolina texana, jedoch bildet Nolina greenei breitere Blätter.
Die Erstbeschreibung erfolgte 1915 durch Elmer Ottis Wooton und Paul Carpenter Standley.

## Bilder

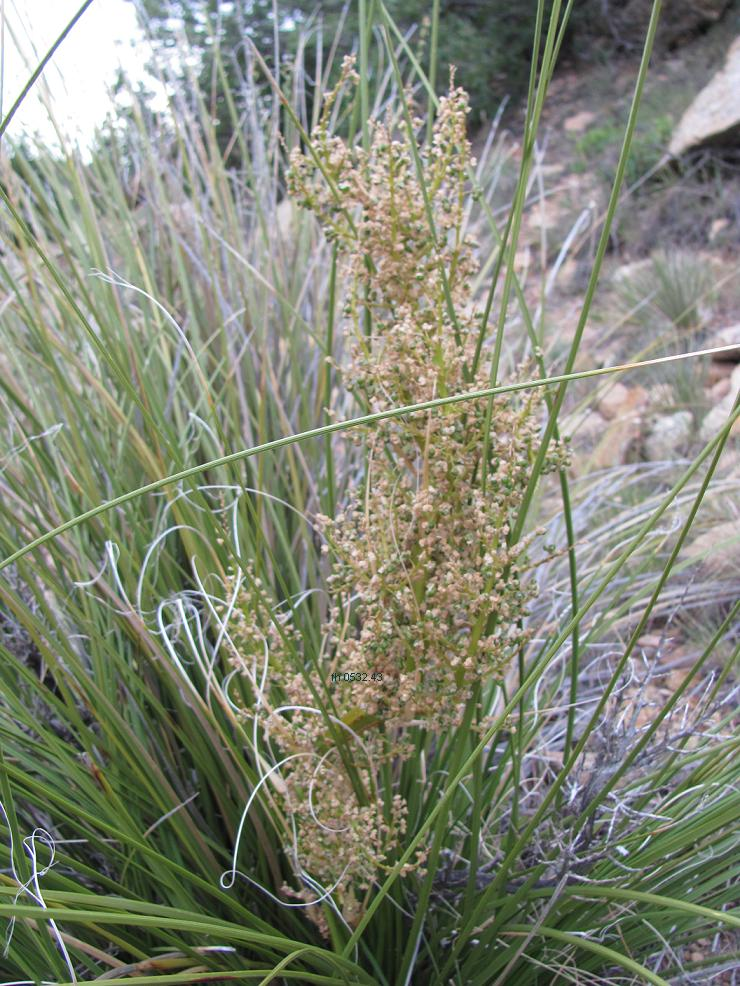
Im Juni
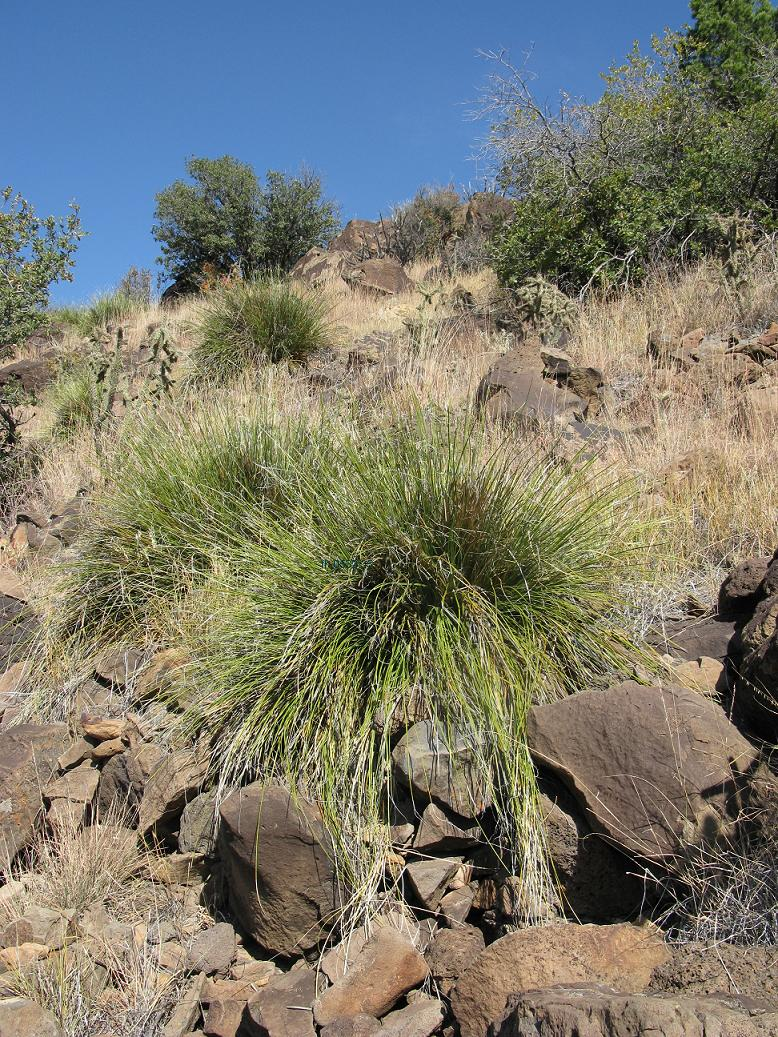
Extrem selten in Colorado
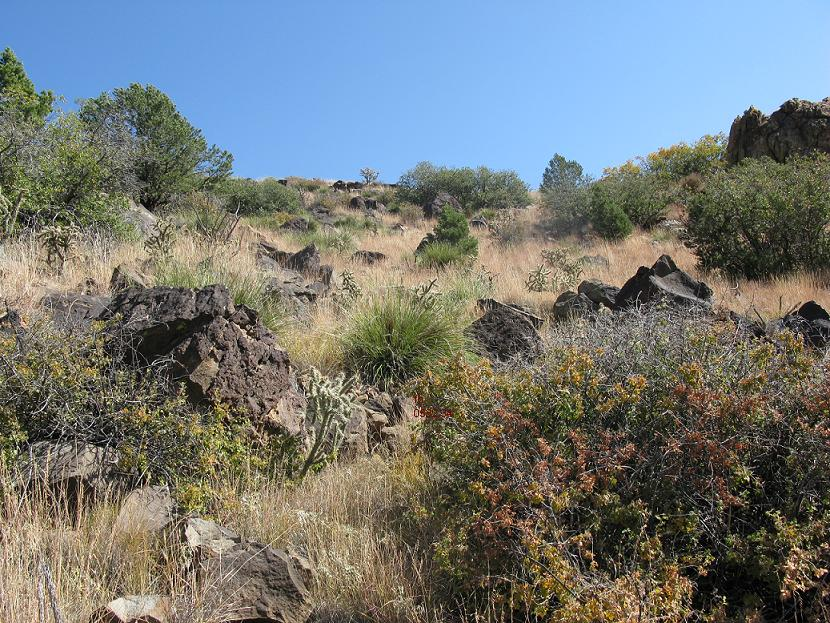
Typische Landschaft in unberührter Natur
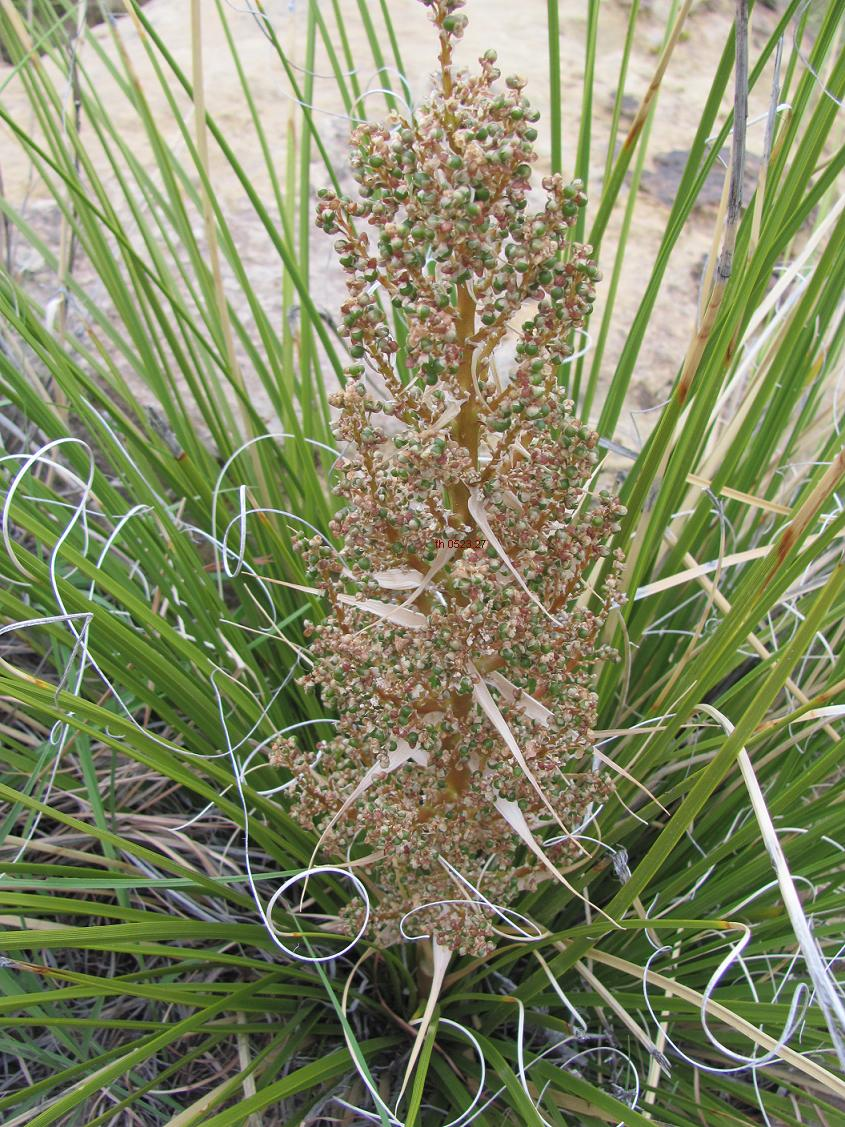
In New Mexico
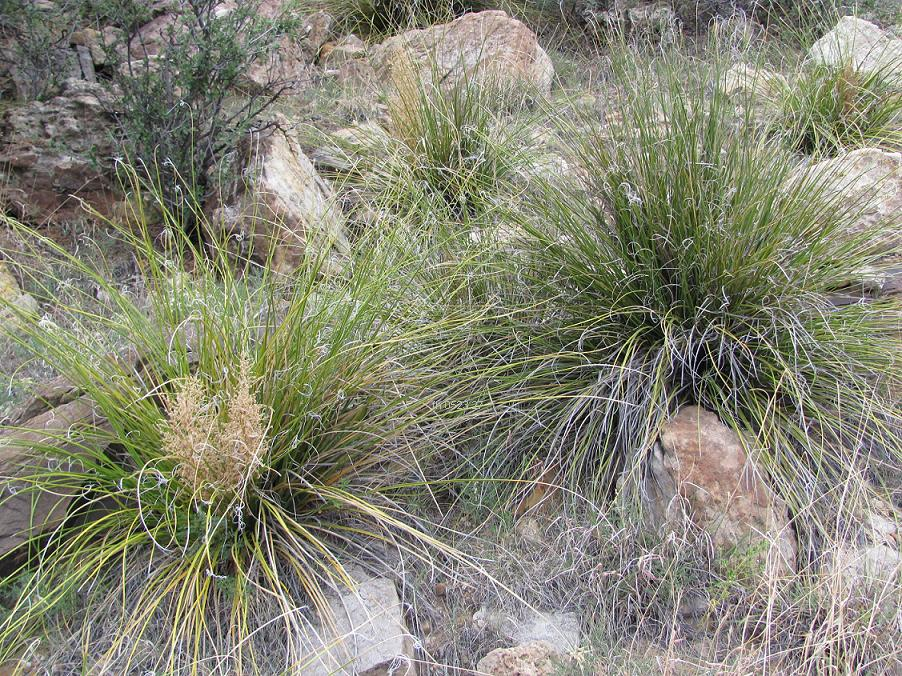
An flachem Hügel

## Nachweise